# Феї: Загублений скарб
Феї: Загублений скарб (англ. Tinker Bell and the Lost Treasure) — комп'ютерний мультфільм 2009 року створений DisneyToon Studios. Заснований на героях Пітера Пена за книгою Дінь, Північ Небувалії. Продовження мультфільму 2008 року Феї. Другий фільм сезонного циклу серії Феї від Disney, в якому події розгортаються восени. у фільмі використовуються технології цифрового 3D моделювання. Світова прем'єра фільму відбулася на DVD і Blu-Ray «Walt Disney Home Video» 27 жовтня 2009. В Україні фільм вийшов 25 вересня 2010 року на Disney Channel Ukraine.

## Ролі озвучували
| Персонаж         | Оригінал         | Український дубляж |
| ---------------- | ---------------- | ------------------ |
| Дінь-Дінь        | Мей Вітман       | Марина Локтіонова  |
| Теренс           | Джессі МакКартні | Іван Оглоблін      |
| Фея Мері         | Джейн Горрокс    | Тетяна Антонова    |
| Срібляночка      | Люсі Лью         | Анна Кузіна        |
| Ірідеса          | Рейвен-Сімоне    | Катерина Качан     |
| Розета           | Крістін Ченовет  | Тетяна Пиріжок     |
| Фауна            | Анджела Бартіс   | Наталія Романько   |
| Бобл             | Роб Полсен       | Сергій Солопай     |
| Бряц             | Джеф Беннетт     | Іван Розін         |
| Лірія            | Ґрей ДеЛайл      | Світлана Заря      |
| Міністр осені    | Джон ДіМаджіо    | Андрій Мостренко   |
| Малий троль      | Джеф Беннетт     | Євген Шах          |
| Високий троль    | Роб Полсен       | Василь Мазур       |
| Ґері             | Джеф Беннетт     |                    |
| Королева Кларіон | Анжеліка Г'юстон | Ольга Радчук       |
| Оповідачка       | Ґрей ДеЛайл      | Катерина Сергеєва  |

### Інформація про дубляж
Дубльовано студією «LeDoyen» на замовлення «Disney Character Voices International» у 2010 році.
- Переклад Тетяни Коробкової
- Режисер дубляжу — Іван Марченко
- Музичний редактор — Світлана Заря
- Звукорежисер — Дмитро Мялковський

Пісні:
- «Якщо повіриш в себе ти», «Театр казки», «Якщо повіриш в себе ти» (реприза) виконує — Світлана Заря.